# Gaius Petronius Pontius Nigrinus
Gaius Petronius Pontius Nigrinus, auch Gaius Pontius Petronius Nigrinus oder nur Gaius Petronius Pontius oder Gaius Pontius Nigrinus/Niger, war ein Senator der römischen Kaiserzeit und ordentlicher Konsul des Jahres 37 n. Chr.
Gaius Petronius Pontius Nigrinus war der Bruder des Pontius Labeo (oder Labio). Als Gaius Pontius Nigrinus war er vermutlich der leibliche Sohn des Lucius Pontius Ni(grinus), der im Jahr 20 praetor aerarii war.
Gaius Pontius Nigrinus wurde vielleicht per Adoption durch Gaius Petronius (Suffektkonsul 25 n. Chr.) oder durch Publius Petronius (Suffektkonsul im Jahr 19) in die gens Petronia, die Familie der Petronier, aufgenommen und erhielt so seinen viergliedrigen Namen.
Wahrscheinlich ist er der Vater von Publius Petronius Niger, einem Suffektkonsul des Jahres 62 n. Chr.
Im Jahr 37 war Gaius Petronius Pontius Nigrinus zusammen mit Gnaeus Acerronius Proculus namengebender (ordentlicher) Konsul bis Ende Juni des Jahres.
Während seines Konsulats starb am 16. März 37 der Kaiser Tiberius. Der Senat bot dessen Nachfolger Caligula an, den Consulat sofort zu übernehmen, dieser lehnte aber ab und übernahm das Amt erst nach Ablauf der für consules ordinarii üblichen sechs Monate.